# Роман I Лакапин
Рома́н I Лакапи́н (Рома́н Лекапе́н; греч. Ρωμανός Α΄ Λακαπήνος; лат. Romanus I Lecapenus; ок. 870 — 15 июня 948) — византийский император с 920 по 944 год.

## Биография

### Происхождение
Роман I Лакапин происходил из армянских крестьян. Его отцом был Феофилакт по прозванию Авастакт, что означает «невыносимый».
Перешёл в византийское православие и дослужился до начальника императорского флота в чине друнгария.

### Приход к власти
Во время малолетства императора Константина VII в Византийской империи сменилось несколько регентов. Роман, командовавший флотом, хитростью и насилием, но почти к всеобщему удовольствию, захватил власть. В 919 году он стал великим гетериархом (командиром варяжской наемной гвардии) и выдал свою дочь Елену за императора, после чего Роман стал носить новый титул «василеопатор», то есть «отец императора», передав командование гвардией своему сыну Христофору. Сослав мать императора, Зою Карбонопсину, в монастырь, Роман заставил зятя возвести его в сан кесаря и был коронован патриархом Николаем (17 декабря 920 года). Мало того, три сына его: Христофор, Стефан и Константин, и внук Романа один за другим были венчаны на царство, а четвёртый сын Феофилакт занимал патриарший престол; законный царь Константин VII получил пятое место, после Лакапинов. Искушенный в интригах, Роман I Лакапин легко раскрывал направленные против него заговоры и немилосердно губил своих врагов.

### Внутренняя политика
Внутренняя деятельность Романа Старшего (как его называют в отличие от Романа II Младшего) была чрезвычайно важна. Он начал (922) борьбу против земельно-чиновной аристократии (властелей, δυνατοί) за спасение мелкого землевладения стратиотов. Роман наметил три важные меры в защиту крестьянского землевладения (убогих, πένητες), поглощаемого чиновными помещиками:
1. πσοτίμησις, то есть право родственников и соседей на предпочтительную покупку отчуждаемого имения;
2. запрещение властелям приобретать что-либо от убогих каким бы то ни было способом;
3. принудительное обратное отчуждение «воинских участков», незаконно захваченных властелями[6]

Этими мерами был задержан социально-экономический процесс, грозивший поглотить все мелкое землевладение, главный источник воинской и финансовой силы империи, и подточить права верховной власти.

### Внешняя политика

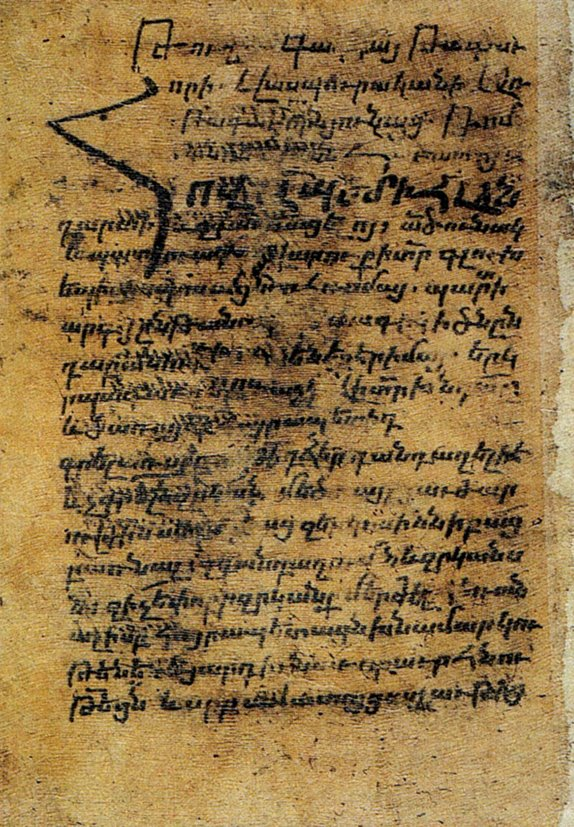
Письмо царя Васпуракана Гагика I к Роману Лакапину. Ватиканская апостольская библиотека

#### Войны с арабами
Внешняя политика империи имела при Романе успех только на Востоке.
Армянский полководец Иоанн Куркуас в течение 22 лет (920—942) взял более 1000 крепостей и отодвинул границу империи от реки Галиса до Евфрата и Тигра. Критский пират Лев Триполийский был уничтожен в морском сражении при Лемносе (924); это освободило острова и побережья от постоянной опасности. В 928 пали Феодосиополь и Эрзерум, в 934 году захвачена Мелитена, в 942 году взяты Дара и Низибис, а жителей Эдессы Куркуас заставил выдать нерукотворный образ Христа, который, при громком ликовании народа, был перенесён клиром в столицу.
Армянские и иверийские князья, освободившиеся от ига халифата, стали союзниками и клиентами империи, которая поддерживала династию Багратидов и награждала чинами и пенсиями мелких владетелей Армении и Иверии. Так на Востоке возникли аванпосты, отражавшие варваров.
Африканские и сицилийские арабы, возобновив свои нападения на Южную Италию, захватили и разрушили Тарент. Владения императора страдали также от лангобардских князей Беневенто и Салерно. Отчасти золотом, отчасти мирными и союзными договорами с итальянским королём Гуго (935) и фатимидом Убайдаллахом аль-Махди (930) Роману I Лакапину удалось обеспечить спокойствие южной Италии.

#### Войны с болгарами и венграми
Из других соседей империи самыми опасными были болгары. Симеон I, сделавший значительные завоевания во Фракии и Македонии, называл себя «царём болгарским и автократором ромейским» и возвёл преславского архиепископа в болгарские патриархи. В 922 году он разбил византийское войско в окрестностях Константинополя. В сентябре 924 года Симеон снова появился под стенами византийской столицы, и царь Роман I Лакапин при личном свидании с ним должен был играть унизительную роль.
Вскоре, однако, сын Симеона Пётр, которому угрожали союзники империи, государи захлумский, хорватский и сербский, к которым присоединились ещё призванные Византией мадьяры и печенеги, и принужденный бороться с врагами своей династии в самой Болгарии, заключил с империей мир, по которому Византия признала независимость болгарской патриархии (это был ловкий ход византийского кабинета, связывавший болгарскую национальную церковь с её православной метрополией и разрушавший все связи с Римом) и согласилась на ежегодную дань, уступив земли до Стримона и Родопских гор, завоеванные Симеоном I; Пётр женился на внучке Романа, Марии (927). Этот союз развязал империи руки и дал ей возможность сосредоточить свои силы в Малой Азии, против халифата.
Венгры иногда призывались империей против болгар, но часто воевали против своей союзницы. Так, в 934 и 943 годах они опустошали Фракию и заставили империю откупаться золотом. С печенегами Византия обращалась предупредительно и искала их союза против болгар, венгров и особенно против русов, совершивших при Романе I Лакапине два похода на Царьград под начальством князя Игоря (941 и 944 годы).

### Свержение с престола
Постоянные заговоры с целью освободить Константина VII от опеки Лакапинов не приводили ни к чему. Роман I Лакапин пал жертвой заговора в собственной семье. Его сыновья Стефан и Константин, может быть с ведома и одобрения Константина VII, восстали против отца, арестовали его 20 декабря 944 года и сослали в монастырь на остров Проти, один из Принцевых, где он и умер в 948 году. Однако уже 27 января 945 года оба заговорщика были свергнуты и отправлены в монастырь к отцу, принявшему их, по рассказу Лиутпранда, с горькими насмешками. Роман и его сыновья похоронены не в церкви Двенадцати Апостолов, как прежние императоры, а в основанном ими константинопольском монастыре Мирелейон.

### Дети
От супруги Феодоры:
- Христофор Лакапин — соимператор в 921—931 годах.
- Стефан Лакапин — соимператор в 924—945 годах.
- Константин Лакапин — соимператор в 924—945 годах.
- Феофилакт — патриарх Константинопольский в 933—956 годах.
- Елена Лакапина — супруга императора Константина VII.
- Агафия Лакапина — супруга Романа Аргира; внук — император Роман III Аргир.

Побочный — Василий Лакапин, паракимомен Византии в 945—985 годах.